# Lisa Streich
Lisa Streich (Norra Råda, 19 aprile 1985) è una compositrice svedese di musica classica contemporanea.

## Biografia
Ha studiato composizione e organo all'Università delle Arti di Berlino tra il 2005 e il 2007, al Royal College di Musica a Stoccolma dal 2007 al 2010, alla scuola musicale Mozarteum nel 2008–2009, alla scuola di musica e danza di Colonia nel triennio 2010–2013 e all'Istituto per la ricerca e la coordinazione acustica/musicale IRCAM di Parigi nel 2011-2012. Il compositore Johannes Schöllhorn e la compositrice Adriana Hölszky sono stati suoi maestri.
Fino al 2023 è stata borsista all'Accademia di Musica della Norvegia sotto la guida del compositore tedesco Helmut Lachenmann. Nel 2024, è stata "composer-in-residence" al Festival di Lucerna e nell'Orchestra Filarmonica Reale di Stoccolma. Le sono stati commissionati lavori dalla Filarmonica di Berlino (ISHJÄRTA), dal Festival di Lucerna (REIGEN) e dalla NDR Elbphilharmonie Orchestra (FLÜGEL). Il suo concerto per tromba MEDUSE è stato premiato nel 2024 dall'Orchestra Filarmonica Reale di Stoccolma. I suoi lavori sono stati pubblicati dalla Ricordi di Berlino.
Nel 2016/2017 ha vinto il premio Roma (Villa Massimo), trascorrendo quindi l'anno in residenza presso l'accademia; in questo periodo ha lavorato a un brano per 4 cori che è anche risultato poi vincitore del premio Ernst von Siemens. Altri riconoscimenti ricevuti sono, nel 2022, il Premio Heidelberg per artiste (Heidelberger Künstlerinnenpreis) e, nel 2024, il Premio Internazionale Hindemith.

## Stile
L'artista compone una musica fatta di contrasti. Si avvale della musica elettronica e suona gli strumenti tramite piccoli dispositivi elettronici motorizzati, che creano un suono meccanico.